# Мацуура, Дзюнрокуро
Дзюнрокуро Мацуура (яп. 松浦 淳六郎, 11 августа 1884, префектура Фукуока, Японская империя — 12 февраля 1944) — генерал-лейтенант Императорской армии Японии в годы Второй японо-китайской войны.

## Биография
Родился в префектуре Фукуока. В 1903 году окончил Военную академию Императорской армии. В 1912 году окончил Высшую военную академию Императорской армии. В 1914—1916 годах служил в Корейской армии.
В 1922—1924 годах работал в 1-м бюро департамента по общим вопросам в Генштабе Императорской армии Японии, получил должность начальника 1-го бюро. В 1924—1926 годах командовал 13-м пехотным полком.
В 1926—1927 годах был начальником департамента по общим вопросам Главной инспекции боевой подготовки, после чего до 1932 года был старшим адъютантом в Министерстве армии. В 1930—1932 годах он также был командиром 12-й пехотной бригады 12-й дивизии Императорской армии Японии.
В 1932—1935 годах был начальником кадрового бюро Министерства армии. В 1935 году был начальником Тойямского армейского пехотного училища. В 1935—1937 годах командовал 10-й дивизией Императорской армии Японии, после чего был отправлен в отставку.
В 1938 году Мацуура вернулся на службу и был командиром 106-й дивизии Императорской армии Японии. Его дивизия участвовала в Сражении при Ухане, была разгромлена в октябре 1938 года во время Битвы при Ваньцзялине. В начале 1939 года Мацуура был отправлен в отставку.